# Maria Śpiewak
Maria Magdalena Śpiewak, z domu Justyna (ur. w marcu 1925 w Piotrkowie Trybunalskim, zm. 8 sierpnia 2019 tamże) – polska lekarka, działaczka społeczna, łączniczka Armii Krajowej. Odznaczona medalem Sprawiedliwy wśród Narodów Świata. Honorowa Obywatelka Miasta Piotrkowa Trybunalskiego.

## Życiorys
Podczas II wojny światowej łączniczka II Oddziału Inspektoratu Armii Krajowej. W 1942, wraz ze swoją siostrą Danutą, na strychu domu przy ulicy Parkowej ukrywała dwie żydowskie dziewczynki. W sierpniu i wrześniu 1944 wzięła udział w powstaniu warszawskim.
Po zakończeniu wojny rozpoczęła studia medyczne na Uniwersytecie Łódzkim. Nie dokończyła ich z powodu aresztowania i skazania na 2 lata więzienia za działalność w Armii Krajowej. Po odwilży powróciła na studia, które ukończyła w 1963.
3 października 1979 Instytut Jad Waszem wyróżnił ją i jej siostrę tytułem Sprawiedliwych wśród Narodów Świata.
W latach 1994–2002 radna Piotrkowa Trybunalskiego.
28 kwietnia 2004 za upowszechnianie idei patriotycznego wychowania piotrkowskiej młodzieży oraz za życie pełne poświęcenia dla bliskich otrzymała tytuł honorowej obywatelki Piotrkowa Trybunalskiego.
Pochowana na Starym Cmentarzu Rzymskokatolickim w Piotrkowie Trybunalskim.

## Odznaczenia i wyróżnienia
- Krzyż Walecznych[5]

- Medal Sprawiedliwy wśród Narodów Świata (3 października 1979)[4]